# Patrick Staudacher
Patrick Staudacher (Sterzing, 29. travnja 1980.) je talijanski alpski skijaš. 
U Svjetskom kupu debitirao je 16. prosinca 2000. godine u Val d'Isereu u utrci spusta kada je zauzeo 42. mjesto. Najbolji rezultat koji je ostvario u Svjetskom kupu je 5. mjesto iz Bormia u utrci spusta. Iako je zabilježio skromne rezultate u Svjetskom kupu, iznenadio je skijašku javnost osvajanjem zlatne medalje u super-veleslalomu na SP u Äreu 2007. On je prvi Talijan koji je postao svjetskim prvakom u superveleslalomu, te prvi Talijan svjetski prvak nakon Alberta Tombe i 1996.

## Vanjske poveznice
- FIS profil  Arhivirana inačica izvorne stranice od 29. rujna 2007. (Wayback Machine)
- Službena stranica Funcluba